# ROCK MUSICAL BLEACH
ROCK MUSICAL BLEACH는 일본의 만화, 애니메이션 블리치를 원작으로 하는 뮤지컬이다. 통칭은 부리뮤(ブリミュ)이며, 원작보다 조금 코미디하며, 원작에 없는 묘사도 존재한다.

## 같이 보기
- 일본 연극